# Timour Dibirov
Pour les articles homonymes, voir Timur (homonymie).

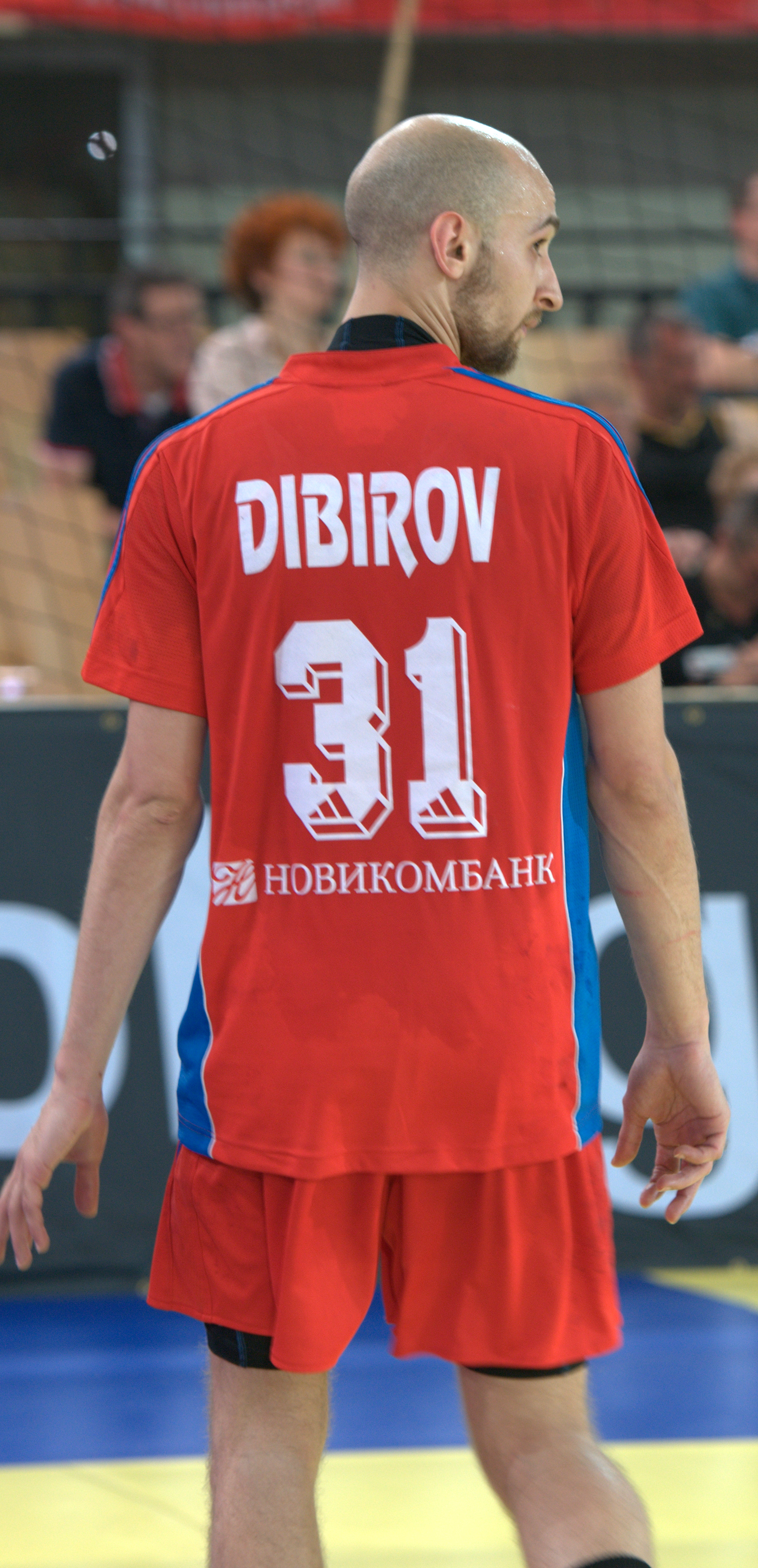
Dibirov sous le maillot russe en 2013.

Timour Anatolievitch Dibirov (en russe : Тимур Анатольевич Дибиров), né le 30 juillet 1983 à Petrozavodsk, est un joueur de handball international russe. Il est actuellement parmi les ailiers gauches les plus spectaculaires et efficaces.
Il est marié à Irina Poltoratskaïa, triple championne du monde et entraîneuse du ŽRK Vardar Skopje depuis 2017.

## Palmarès

### En clubs
Compétitions internationales
- Vainqueur de la Ligue des champions (2) : 2017, 2019 (avec Vardar)
  - demi-finaliste en 2010 (avec Medvedi Tchekhov)
- Coupe d'Europe des vainqueurs de coupe (1) : 2006 (avec Medvedi Tchekhov)
- Vainqueur de la Ligue SEHA (4) : 2014, 2017, 2018, 2019

Compétitions nationales
- Vainqueur du Champion de Russie (9) : 2005, 2006, 2007, 2008, 2009, 2010, 2011, 2012, 2013
- Vainqueur de la Coupe de Russie (8) : 2006, 2007, 2008, 2009, 2010, 2011, 2012, 2013
- Vainqueur du Championnat de Macédoine du Nord (7) : 2015, 2016, 2017, 2018, 2019, 2021, 2022
- Vainqueur de la Coupe de Macédoine  du Nord (7) :  2014, 2015, 2016, 2017, 2018, 2021, 2022
- Vainqueur du Champion de Croatie (1) : 2023
- Vainqueur de la Coupe de Croatie (1) : 2023

### En équipe nationale
Jeux olympiques
- 6e place aux Jeux olympiques de 2008 à Pékin,  Chine

Championnats du monde
- 7e place au Championnat du monde 2013 en  Espagne
- 19e place au Championnat du monde 2015 au  Qatar
- 12e place au Championnat du monde 2017 en  France

Championnats d'Europe
- 12e place au Championnat d'Europe 2010 en  Autriche
- 15e place au Championnat d'Europe 2012 en  Serbie
- 9e place au Championnat d'Europe 2016 en  Pologne

### Distinctions individuelles
- Élu meilleur ailier gauche du Championnat du monde 2013[4]
- Élu meilleur ailier gauche de la Ligue des champions en 2013-2014[5] et en 2018-2019